# Doktór Murek
Doktór Murek – polski film fabularny z 1939 roku. Ekranizacja powieści Doktor Murek zredukowany (1936) oraz Drugie życie doktora Murka (1936) autorstwa Tadeusza Dołęgi-Mostowicza, jednego z najbardziej poczytnych przedwojennych polskich pisarzy.
Film przedstawia upadek młodego uczciwego urzędnika, który traci pracę i schodzi na nieuczciwą drogę. W tytułowej roli wystąpił ówczesny amant Franciszek Brodniewicz.

## O filmie
W latach 2011–2013 film został poddany digitalizacji z wykorzystaniem trzech źródeł ze zbiorów Filmoteki Narodowej, by uzyskać jak najpełniejszą wersję. Udało się uzupełnić go o ponad 2 minuty. Obecnie trwa 94 minuty i 4 sekundy, jednak nadal nie jest kompletny.
- Atelier i laboratorium: Falanga[1]
- Nagrano systemem Tobis-Klangfilm[1]
- Czas akcji: lata 30. XX wieku[3]
- Prawa: dzieło osierocone (dyspozytariuszem jest Filmoteka Narodowa)[3]

## Obsada

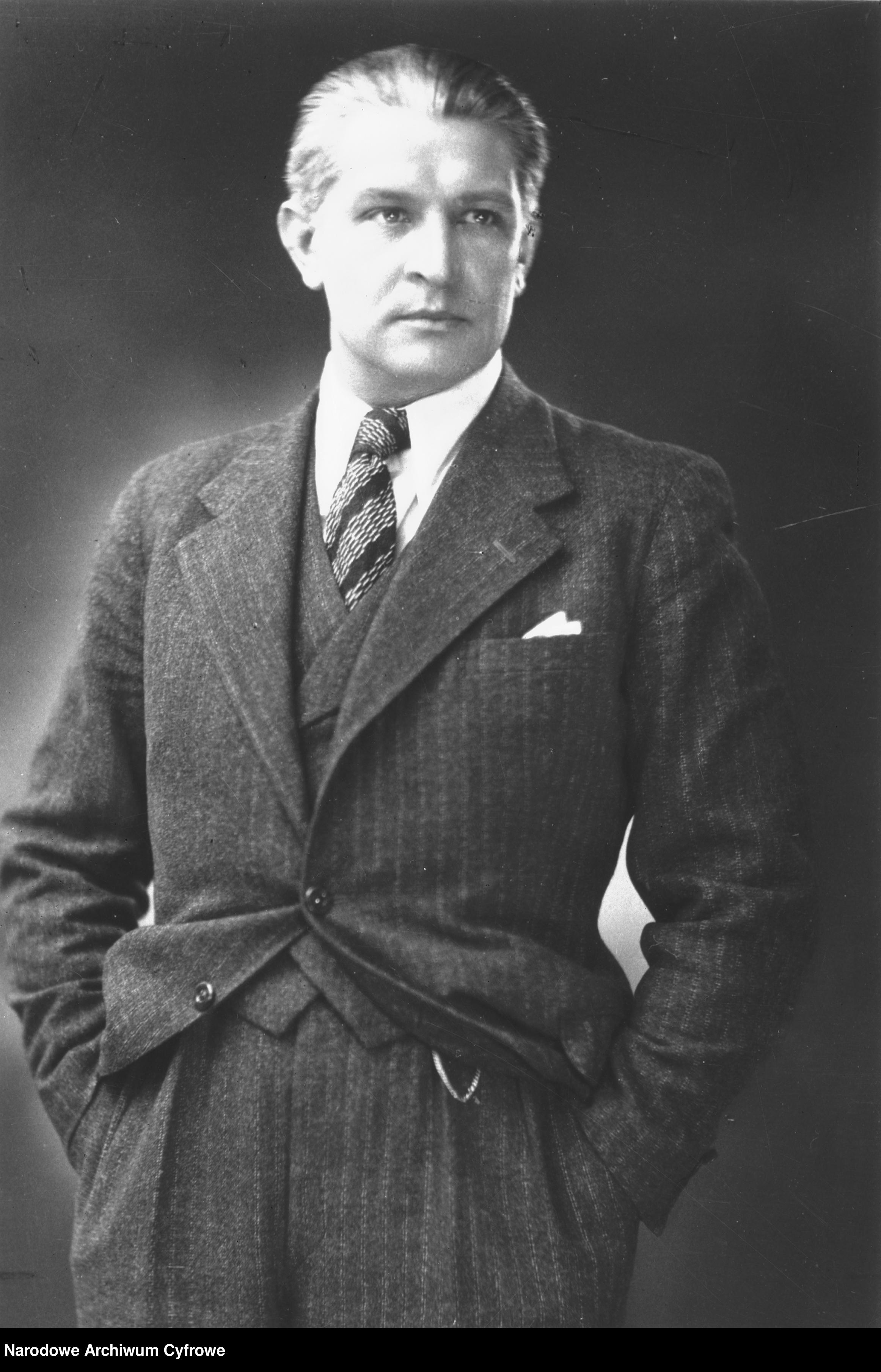
Franciszek Brodniewicz, odtwórca roli Murka

- Franciszek Brodniewicz – doktor Franciszek Murek
- Janina Wilczówna – Nira, jego pierwsza narzeczona
- Ina Benita – Karolka
- Jadwiga Andrzejewska – Mika Brzyńska
- Nora Ney – Arleta
- Kazimierz Junosza-Stępowski – Fred Jazwicz
- Aleksander Zelwerowicz – dyrektor Jan Czabran, ojciec Tunki
- Mieczysława Ćwiklińska – Czabranowa, matka Tunki
- Lidia Wysocka – Tunka, córka Czabranów
- Bronisław Dardziński – stolarz Kuzyk
- Maria Żabczyńska – Kuzykowa
- Wanda Jarszewska – wróżka
- Julian Krzewiński – ojciec Niry
- Tadeusz Kański – „Czarny Kazik”, narzeczony Arlety
- Jerzy Kaliszewski – Jurek Czułowski, narzeczony Tunki
- Stanisław Sielański – Cipak
- Irena Skwierczyńska – kucharka
- Zdzisław Karczewski – mężczyzna z cyrku, lokator wróżki
- Romuald Gierasieński – portier
- Helena Gruszecka – gospodyni Murka
- Janina Krzymuska – kucharka
- Hanna Brzezińska
- Zygmunt Chmielewski
- Helena Zarembina

## Fabuła
W wyniku intrygi uczciwy doktor praw Franciszek Murek traci pracę w prowincjonalnym magistracie oraz narzeczoną, córkę zubożałego arystokraty. Zauroczona nim posługaczka, przebiegła Karolka, chce go usidlić. Tymczasem Murek postanawia wyjechać do Warszawy. W stolicy nie może jednak dać sobie rady. Jest bez pracy, śpi w przytułku. W końcu otrzymuje pracę fizyczną i najmuje kąt do mieszkania u kobiety trudniącej się wróżbiarstwem. Nawiązuje kontakt z miejscowym półświatkiem. Zaznajamia się z Arletą, tancerką w nocnym klubie. Dowiaduje się, że syn, którego rzekomo miała z nim Karolka, był jedynie wymysłem, by wyciągać od niego pieniądze. Załamany, wspólnie z hersztem bandy o pseudonimie „Czarny Kazik”, dokonuje napadu rabunkowego na willę dyrektora Czabrana. Łupem jest walizka wypełniona papierami wartościowymi, z którą uchodzi Murek. Ukrywa ją, również przed wspólnikiem, jednak papierów nie można się pozbyć, ponieważ zostały zastrzeżone. Murek ponownie musi zacząć wszystko od nowa. Postanawia zająć się wróżeniem jako łatwym sposobem zarabiania na życie. Zmienia wygląd, zapuszcza brodę i otwiera własny gabinet, który prosperuje coraz lepiej. Arleta, kochanka „Czarnego Kazika”, zabija swego konkubenta, by żyć z Murkiem. Ten sprytnie zwraca walizkę dyrektorowi Czabranowi, który pod wrażeniem „talentów paranormalnych” Murka proponuje mu posadę w swojej firmie. Córka Czabrana jest związana z jego pracownikiem, Jerzym. Okazuje się, że Jerzy chronił willę w noc napadu. Murek obawia się, że teraz może go rozpoznać. Za namową Arlety Murek wmawia mu, że cierpi na chorobę psychiczną. Tymczasem Arletę i Murka odnajduje człowiek „Czarnego Kazika” i domaga się opłacania za milczenie. Intryga Arlety wywołuje strzelaninę w podmiejskiej restauracji z trzema ofiarami śmiertelnymi. Franciszek decyduje się rozstać z Arletą, ponieważ uważa ją za swego „złego ducha” (zob. femme fatale). Arleta odbiera sobie życie a Murek zostaje wspólnikiem Czabrana i zamierza zostać jego zięciem. Odbiera list, z którego wynika, że dawno temu został zrehabilitowany zawodowo. Ostatecznie popada jednak w obłęd i ucieka. Postanawia, że znów zacznie życie od nowa, jako nędzarz.